# Skanseryggen
Skanseryggen är en bergstopp i Antarktis. Den ligger i Östantarktis. Norge gör anspråk på området. Toppen på Skanseryggen är 2 694 meter över havet, eller 321 meter över den omgivande terrängen. Bredden vid basen är 3,9 km.
Terrängen runt Skanseryggen är huvudsakligen kuperad, men norrut är den bergig. Trakten är obefolkad. Det finns inga samhällen i närheten. 